# Rari Nantes Camogli
El Rari Nantes Camogli es un club italiano de waterpolo.

## Historia
El club fue fundado el 28 de junio de 1914 en la ciudad de Camogli al norte de Italia.
En 1964 recibe la estrella de plata al mérito deportivo y en 1979 recibirá la de oro.

## Palmarés
- 6 veces campeón del campeonato de Italia de waterpolo masculino (1935, 1946, 1952, 1953, 1955 y 1957)